# Antoinette van Hoytema

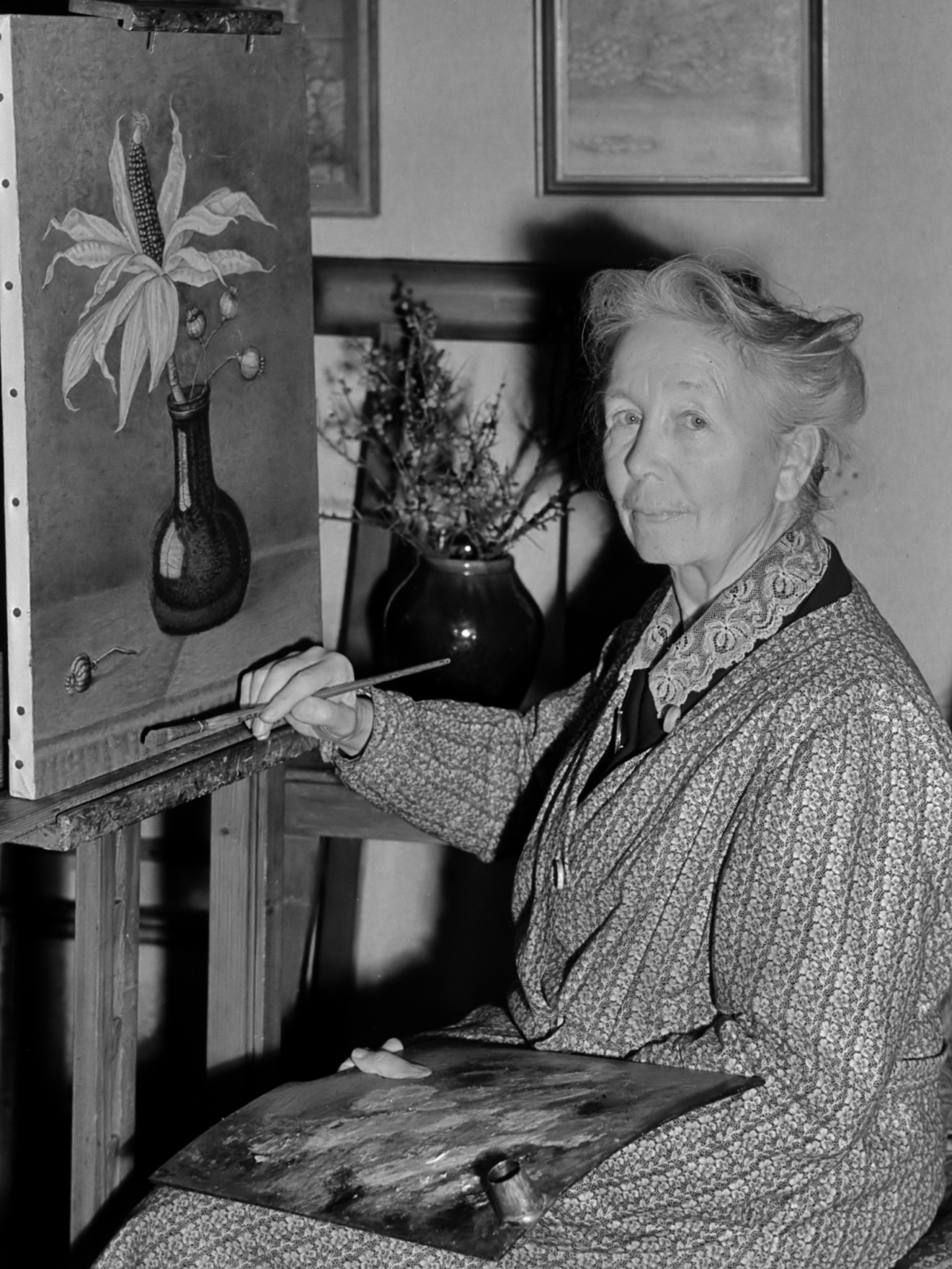
Antoinette van Hoytema, 1950

Antoinette Agathe van Hoytema (* 6. Dezember 1875 in Delft; † 30. September 1967 in Den Haag) war eine niederländische Malerin.

## Leben
Antoinette van Hoytema wurde am 6. Dezember 1875 in Delft geboren. Die Malerei lernte sie als Schülerin von Hendricus Petrus Bremmer und als Studentin der „Kunstpraktijk“ in Arnheim.
Sie war die Großnichte von Theo van Hoytema und gehörte zusammen mit Jan Adam Zandleven und Jacob Nieweg zu den Malern, die sich in Den Haag um Bremmer gesammelt hatten. Von ihm lernte sie eine pointillistische Technik. Jedoch war sie als Malerin hauptsächlich Autodidaktin. Van Hoytema war Blumen- und Stilllebenmalerin, aber inspiriert durch ihre Heimat in Den Haag und ihre vielen Reisen durch Europa und Afrika malte, aquarellierte, zeichnete und lithographierte sie Landschafts- und Stadtansichten in naturalistischem Stil.
Sie war Mitglied der Schilderessenvereniging ODIS, der Künstlervereinigung De Onafhankelijken und der Federatie van Verenigingen van Beroeps Beeldende Kunstenaars in Amsterdam.
Ihre Werke finden sich im Kröller-Müller Museum dem Stadtmuseum und Stadtarchiv Den Haag und Museum Boymans-van Beuningen in Rotterdam.
Antoinette van Hoytema starb am 30. September 1967 in Den Haag.